# プアン
プアンは、2000年（平成12年）に竹原茂によって設立された、タイの少数民族を支援することを目的としている麗澤大学内の学生ボランティア団体である。

「プアン」とはタイ語で「友達」の意味。

## 概要
元々は「東南アジア研究会」という教員の団体に、熱心な学生が参加したのが始まりであり、麗澤大学教授を務めていた竹原茂によって大学内サークルとして設立された。

2020年に設立20周年を迎える。

モットーは「みんなの笑顔と未来のために地球規模で物事を捉え活動する」である。

北タイのチェンライを起点に、メーコック財団やルンアルンプロジェクト,山岳少数民族を支援する事を目的としている。

## 活動
毎年、夏と冬にサークル員の有志で実際に現地(タイ)を訪問している。

タイの少数民族が作った民芸品を日本で売り、その売り上げをタイの子どもたちの教育施設に寄付する活動を行っている。

同様に、フリーマーケット、洋服回収、募金等の活動で得た洋服なども寄付している。

他にもルンアルンプロジェクトとしてフェアトレードコーヒーも販売している。
メーコック財団や少数民族の現状を知ってもらうため、ポスター作成や掲示を行っている。

## ルンアルンプロジェクトととの関係
ルンアルンプロジェクト代表者の中野穂積氏と知り合いであった竹原氏が大学のプログラムの一環としてタイを訪れた時に、少数民族によって栽培されたコーヒー豆を買取り、日本に持ち帰り、大学内の行事で販売した。